# 양지 나들목
양지 나들목(Yangji IC)은 경기도 용인시 처인구 양지면 양지리에 설치된 영동고속도로의 19번 교차로이다. 양지면, 원삼면, 백암면 등지로 진출할 수 있으며, 인근에 양지파인리조트가 있어 겨울에 스키를 즐기려는 사람들이 많이 이용한다.

## 연혁
- 1973년 12월 31일 : 나들목 개통과 함께 영업 개시[1]
- 2003년 1월 22일 : 용인시 도시계획시설 교통광장에 양지면 양지리 일원을 양지 나들목으로 고시[2]
- 2006년 9월 6일 : 나들목 개량을 위해 용인시 도시계획시설 교통광장 변경[3][4]

## 구조물 정보
- 위치: 경기도 용인시 처인구 양지면 양지리
- 영업소: 경기도 용인시 처인구 양지면 양지로 257

## 접속하는 도로
- 국도 제17호선 (죽양대로)
- 국도 제42호선 (중부대로)

## 교통량 정보
| 요금소        | 통행량 (대/일) | 통행량 (대/일) | 통행량 (대/일) | 통행량 (대/일) | 통행량 (대/일) | 통행량 (대/일) | 통행량 (대/일) | 통행량 (대/일) | 통행량 (대/일) | 통행량 (대/일) | 각주  |
| 요금소        | 2001년         | 2002년         | 2003년         | 2004년         | 2005년         | 2006년         | 2007년         | 2008년         | 2009년         | 2010년         | 각주  |
| ------------- | -------------- | -------------- | -------------- | -------------- | -------------- | -------------- | -------------- | -------------- | -------------- | -------------- | ----- |
| 양지 (폐쇄식) | 9,944          | 10,926         | 11,293         | 11,528         | 12,403         | 12,693         | 12,915         | 12,871         | 12,946         | 13,716         | [ 5 ] |
| 요금소        | 2011년         | 2012년         | 2013년         | 2014년         | 2015년         | 2016년         | 2017년         | 2018년         | 2019년         |                | [ 5 ] |
| 양지 (폐쇄식) | 14,427         | 15,608         | 16,462         | 17,152         | 18,426         | 19,474         | 20,028         | 19,829         | 19,682         |                | [ 5 ] |

## 사진

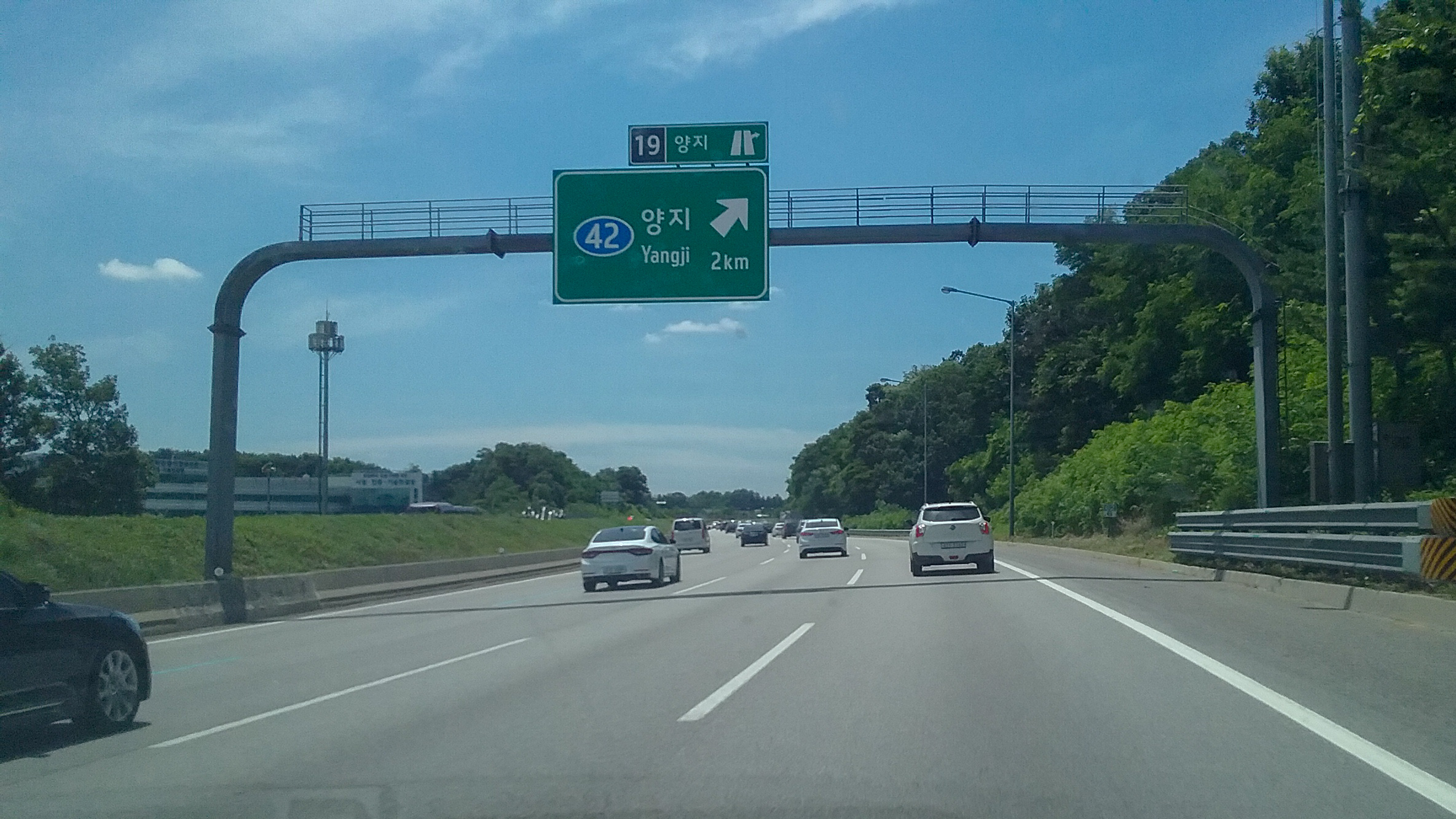
2km 표지판(상행)
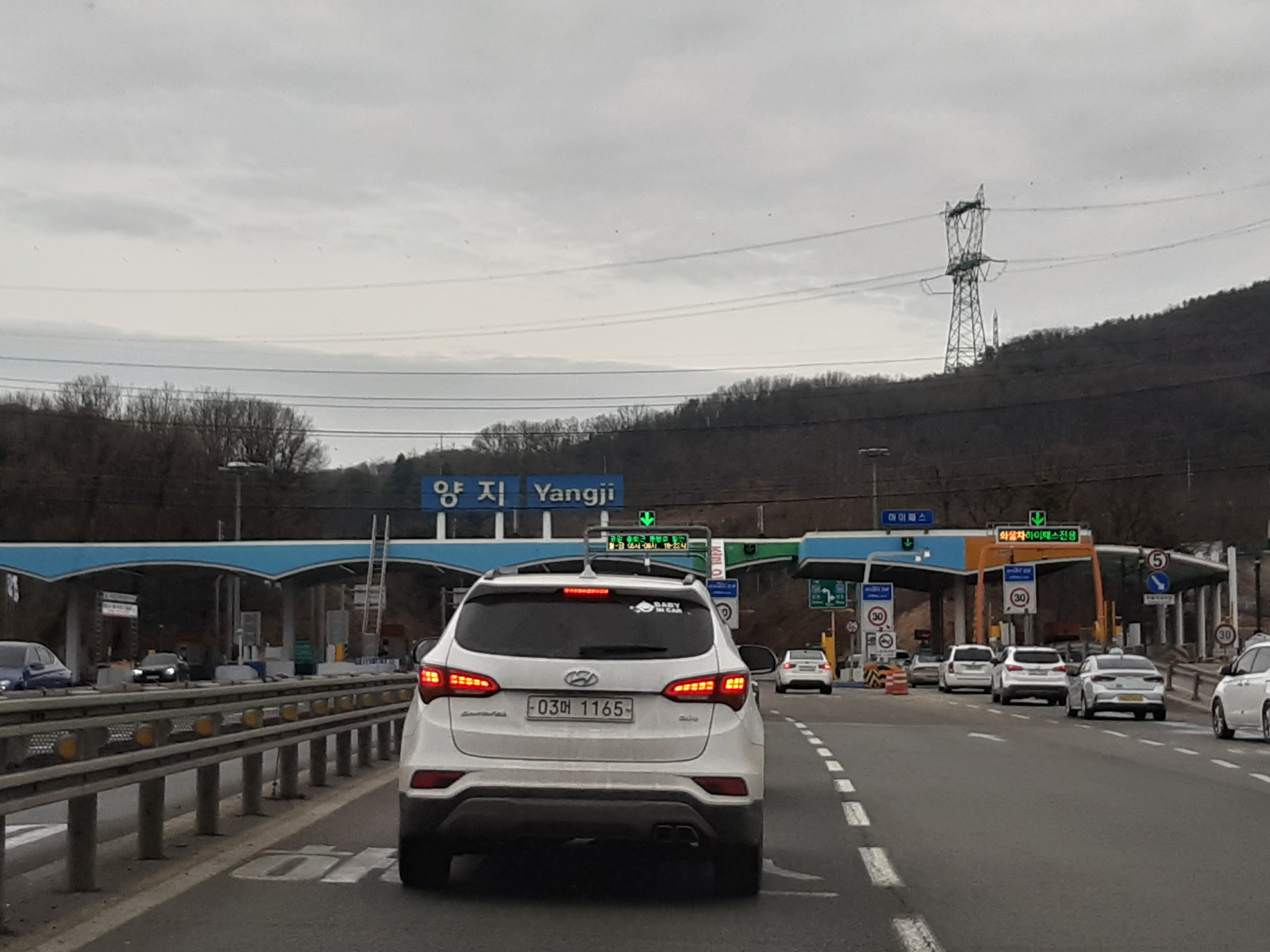
양지 요금소